# Conjetura de Gilbreath
La conjetura de Gilbreath es una proposición de teoría de números con respecto a las sucesiones generadas aplicando diferencias finitas a números primos consecutivos y dejando los resultados sin signo, y luego repitiendo este proceso en términos consecutivos en la secuencia resultante, y así sucesivamente. La declaración lleva el nombre de Norman L. Gilbreath quien, en 1958, la presentó a la comunidad matemática después de observar el patrón por casualidad mientras hacía aritmética en una servilleta. En 1878, ochenta años antes del descubrimiento de Gilbreath, François Proth, sin embargo, había publicado las mismas observaciones junto con un intento de demostración, que posteriormente se demostró que era falso.

## Motivación aritmética
Gilbreath observó un patrón mientras jugaba con la secuencia ordenada de números primos
2, 3, 5, 7, 11, 13, 17, 19, 23, 29, 31, ...
Al calcular el valor absoluto de la diferencia entre el término n + 1 y el término n en esta secuencia, se obtiene la secuencia
1, 2, 2, 4, 2, 4, 2, 4, 6, 2, ...
Si se hace el mismo cálculo para los términos en esta nueva secuencia, y la secuencia que es el resultado de este proceso, y nuevamente "ad infinitum" para cada secuencia que es el resultado de tal cálculo, las siguientes cinco secuencias en esta lista son
1, 0, 2, 2, 2, 2, 2, 2, 4, ...
1, 2, 0, 0, 0, 0, 0, 2, ...
1, 2, 0, 0, 0, 0, 2, ...
1, 2, 0, 0, 0, 2, ...
1, 2, 0, 0, 2, ...
Lo que Gilbreath, y François Proth antes que él notaron es que el primer término en cada serie de diferencias parece ser 1.

## La conjetura
Enunciar formalmente la observación de Gilbreath es significativamente más fácil después de idear una notación para las secuencias en la sección anterior. Con este fin, denótese {\displaystyle (p_{n})} como la secuencia ordenada de números primos y defínase cada término en la secuencia {\displaystyle (d_{n}^{1})} por
{\displaystyle d_{n}^{1}=p_{n+1}-p_{n},}
donde {\displaystyle n} es positivo. Además, para cada número entero {\displaystyle k} mayor que 1, se hace que los términos en {\displaystyle (d_{n}^{k})} estén dados por
{\displaystyle d_{n}^{k}=|d_{n+1}^{k-1}-d_{n}^{k-1}|.}
La conjetura de Gilbreath establece que cada término en la sucesión {\displaystyle a_{k}=d_{1}^{k}} para {\displaystyle k} positivo es igual a 1.

## Verificación y pruebas tentativas
A 2013, no se había publicado ninguna prueba válida de la conjetura. Como se mencionó en la introducción, François Proth publicó lo que él creía que era una prueba de la declaración que luego se demostró que era defectuosa. Andrew Odlyzko verificó que {\displaystyle d_{1}^{k}} es igual a 1 para {\displaystyle k\leq n=3.4\times 10^{11}} en 1993, pero la conjetura sigue siendo un problema abierto. En lugar de evaluar n filas, Odlyzko evaluó 635 filas y estableció que la fila 635 comenzaba con un 1 y continuaba con solo 0 y 2 para los siguientes n números. Esto implica que las próximas n filas comienzan con un 1.

## Generalizaciones
En 1980, Martin Gardner publicó una conjetura de Hallard Croft que establecía que la propiedad de la conjetura de Gilbreath (tener un 1 en el primer término de cada sucesión de diferencias) debería cumplirse de manera más general para cada sucesión que comienza con 2, posteriormente contiene solo números impares y tiene un límite suficientemente bajo en los espacios entre elementos consecutivos en la secuencia. Esta conjetura también ha sido repetida por autores posteriores. Sin embargo, este enunciado es falso: por cada subsecuencia inicial de 2 y números impares, y cada tasa de crecimiento no constante, hay una continuación de la subsecuencia por números impares cuyos espacios obedecen a la tasa de crecimiento pero cuyas secuencias de diferencia no comienzan con 1 infinitamente a menudo.Odlyzko (1993) es más cuidadoso, escribiendo sobre ciertas razones heurísticas para creer en la conjetura de Gilbreath de que "los argumentos anteriores se aplican a muchas otras secuencias en las que el primer elemento es un 1, los otros pares, y donde los espacios entre elementos consecutivos no son demasiado grandes y son suficientemente aleatorios". Sin embargo, no da una definición formal de lo que significa "suficientemente aleatorios".